# ليونيل ألفاريز (لاعب كرة قدم)
ليونيل ألفاريز (بالإسبانية: Leonel Dante Álvarez)‏ (25 مارس 1996 بالأرجنتين - ) هو لاعب كرة قدم أرجنتيني في مركز الوسط.

## وصلات خارجية
- ليونيل ألفاريز (لاعب كرة قدم) على موقع قاعدة بيانات كرة القدم.إي يو (الإنجليزية)
- ليونيل ألفاريز (لاعب كرة قدم) على موقع Soccerway.com (الإنجليزية)